# П'єр Полієв
П'єр Поліє́в або  П'єр Пуальє́вр (фр. Pierre Poilievre, англ. вимова: [ˌpɔːliˈɛv] pawl-ee-EV;, фр. вимова: [pwaˈljɛvʁ]; 3 червня 1979 року в Калґарі) — канадський політик, лідер Консервативної партії Канади з вересня 2022 року та лідер Офіційної опозиції. Член парламенту Канади з 2004 року.

## Життєпис
Народився 3 червня 1979 у Калгарі, Альберта. Його матір'ю була 16-річна жінка ірландського походження (по її батьку). Незадовго після народження, Полієва усиновили пара учителів — Марлен і Дональд Полієв. Останній був франко-канадцем. Полієв ріс у передмісті Калгарі, в родині скромного достатку. Він грав у хокей та ходив у походи зі своїм молодшим братом, Патриком, якого також всиновило подружжя Полієв від їхньої біологічної матері.
Полієв закінчив міжнародні відносини в Університеті Калгарі зі ступенем бакалавра мистецтв у 2008 році. У 2013-2015 роках він був міністром з питань демократичних реформ, а потім міністром зайнятості та соціального розвитку в 2015 році. У 2017-2022 роках був міністром фінансів в тіньовому уряді .
Під час пандемії COVID-19 підтримав кампанію проти пандемічних обмежень під назвою «Конвой свободи».

## Лідер опозиції
Полієв переміг на внутрішньопартійних виборах у вересні 2022 року в першому турі, набравши 68% голосів партії. Його кампанія оголосила, що отримала сотні тисяч нових членів, залучених обіцянками зменшити роль держави в житті людей і скоротити державні витрати та податки, що, на його думку, було причиною зростання інфляції.
Під час кампанії він нападав на національний істеблішмент, звинувачуючи його в перешкоджанні підприємництву, придушенні свободи слова та зазіханні на свободу особистості. Він пообіцяв зробити Канаду «найвільнішою країною на Землі» та скасувати політику, яка, на його думку, порушує особисті свободи. Він також звернувся до канадських робітників, які борюкаються з фінансовими проблемами.

## Виноски
1. ↑  Бібліотека парламенту — 1876.
2. 1 2 3  https://www.elections.ca/content.aspx?section=res&dir=rep/off/44gedata&document=index&lang=e — Elections Canada.
3. 1 2 3 4  https://www.ourcommons.ca/Members/en/pierre-poilievre(25524)/roles
4. ↑  https://www.workwithdata.com/person/pierre-poilievre-1979
5. ↑  Proudfoot, Shannon (10 березня 2022). Why is Pierre Poilievre so angry?. Maclean's. Архів оригіналу за 11 березня 2022. Процитовано 12 березня 2022. Poilievre
6. ↑  The Hon. Pierre Poilievre, P.C., M.P. Parliament of Canada. Архів оригіналу за 19 вересня 2022. Процитовано 23 вересня 2022.
7. 1 2 3 4 5  , Paul Vieira, "Canada’s Conservatives Pick ‘Freedom Convoy’ Sympathizer to Lead Party Against Trudeau"
8. ↑  Pierre Poilievre – Facebook post. Facebook. 26 березня 2017. Архів оригіналу за 26 лютого 2022. Процитовано 4 лютого 2022.
9. ↑  Debates of April 6th, 2006. openparliament.ca. Архів оригіналу за 19 травня 2022. Процитовано 19 травня 2022.
10. ↑  Vachon, Pascal (10 вересня 2022). Pierre Poilievre Devient Nouveau Chef Du Parti Conservateur. ONFR. Архів оригіналу за 12 вересня 2022. Процитовано 11 вересня 2022. Mon père qui a des origines canadiennes-françaises et qui vient d’un village fransaskois m’a transmis l’importance de préserver le français dès mon plus jeune âge. [My father, who has French-Canadian origins and comes from a Fransaskois village, taught me the importance of preserving French from an early age].
11. ↑  Clark, Campbell (16 вересня 2022). The making of Pierre Poilievre, conservative proselytizer. The Globe and Mail (en-CA) . Архів оригіналу за 24 січня 2023. Процитовано 19 вересня 2022.
12. ↑  Conservatives Select Pierre Poilievre as New Leader - Sussex Strategy